# К-59
К-59 — советская атомная подводная лодка проекта 659, построенная в 1959—1961 годах. Входила в состав Тихоокеанского флота. В 1971 году переоборудована по проекту 659Т, исключена из состава флота в 1989 году.

## История строительства
30 сентября 1959 года на заводе № 199 в Комсомольске-на-Амуре произошла закладка атомной подводной лодки с заводским номером 141. 25 сентября 1960 года лодка была выведена из строительного дока и спущена на воду. С октября 1960 года по август 1961 года К-59 проходила заводские швартовные испытания, сопровождавшиеся несколькими поломками и авариями, затянувшими сдачу корабля. АПЛ в плавучем доке перевезли к устью Амура, где 25 октября не имевшую собственного хода лодку встретили океанский буксир и сторожевой корабль. 5 октября К-59 на буксире прибыла в бухту Павловского, на сдаточную базу завода № 199. В декабре 1960 года продолжались попытки ввести АПЛ в строй, для этого лично прибыли заместитель председателя Совета Министров СССР Д. Ф. Устинов, главком ВМФ С. Г. Горшков и другие высокопоставленные лица. Не имевшие шанса воплотиться планы были окончательно перечёркнуты обнаружением серьёзной неисправности в одном из реакторов, потребовавшей долгосрочного ремонта с участием проектировщиков и завода-изготовителя, поэтому авральная работа была свёрнута, и начальство покинуло сдаточную базу. Примерно в то же время произошёл пожар в 7-м отсеке корабля, практически весь отсек выгорел, работы по его восстановлению были завершены за полтора месяца. Лишь 16 декабря 1961 года, после завершения государственных испытаний, К-59 под командованием А. В. Ганрио вступила в строй.

## История службы
К-59 вошла в состав 26-й дивизии подводных лодок, базировалась на бухту Павловского (Тихоокеанский). С 5 июня по 20 июля 1962 года К-59 (командир — А. В. Ганрио, старший на борту — командир 26-й ДиПЛ Ю. В. Иванов) первой среди советских атомных подводных лодок совершила автономную боевую службу, в ходе которой непрерывно находилась в подводном положении в течение 28 суток, прошла 10958 миль, в том числе почти 10 тысяч — в подводном положении. В 1963—1965 годах прошла ремонт, в процессе которого была официально включена в состав Тихоокеанского флота и зачислена в 45-ю дивизию подводных лодок. Из ремонта отправилась к новому месту постоянного базирования — в Вилючинск. В 1966—1967 году совершила одну боевую службу (51 сутки).
С февраля 1967 по декабрь 1970 года прошла ремонт на ДВЗ «Звезда» в посёлке Большой Камень, была переоборудована по проекту 659Т в торпедную АПЛ. 9 октября 1968 года зачислена в состав 26-й дивизии подводных лодок с базированием на Тихоокеанский. В 1971—1974 годах совершила три боевые службы. С ноября 1974 по апрель 1975 года находилась на боевой службе в Индийском океане, была приписана к 8-й оперативной эскадре, начало января 1975 года провела в порту Бербера.
В 1977 году переименована в К-259. В 1982 году произведена перезарядка реакторов, в том же году совершила боевую службу.
С 1983 года передана 28-й дивизии подводных лодок, базировалась на Советскую Гавань. В 1983 и 1984 годах совершила боевые службы.
14 марта 1989 года К-259 была исключена из состава флота, поставлена на прикол в бухте Чажма, затем переведена на отстой в бухту Павловского. Всего за годы службы К-59 прошла 192 570 миль.
В 1997—1998 годах утилизирована на ДВЗ «Звезда», трёхотсечный реакторный блок хранился на плаву в бухте Разбойник, впоследствии разделан до одноотсечного блока и установлен на суше в пункте долговременного хранения реакторных отсеков «Устричный».

## Командиры
- 1959—1963: А. В. Ганрио;
- 1963—1967: Б. С. Багдасарян;
- 1967—1968: В. Х. Коновалов;
- 1972—1976: Е. Л. Асташин;
- 1976—1979: В. А. Кожевников;
- 1979—1984: В. Д. Хаперский;
- 1984: А. В. Конев;
- 1984—1987: В. Дорошенко;
- 1987—1993: В. А. Передеро.